# Gazette van Detroit

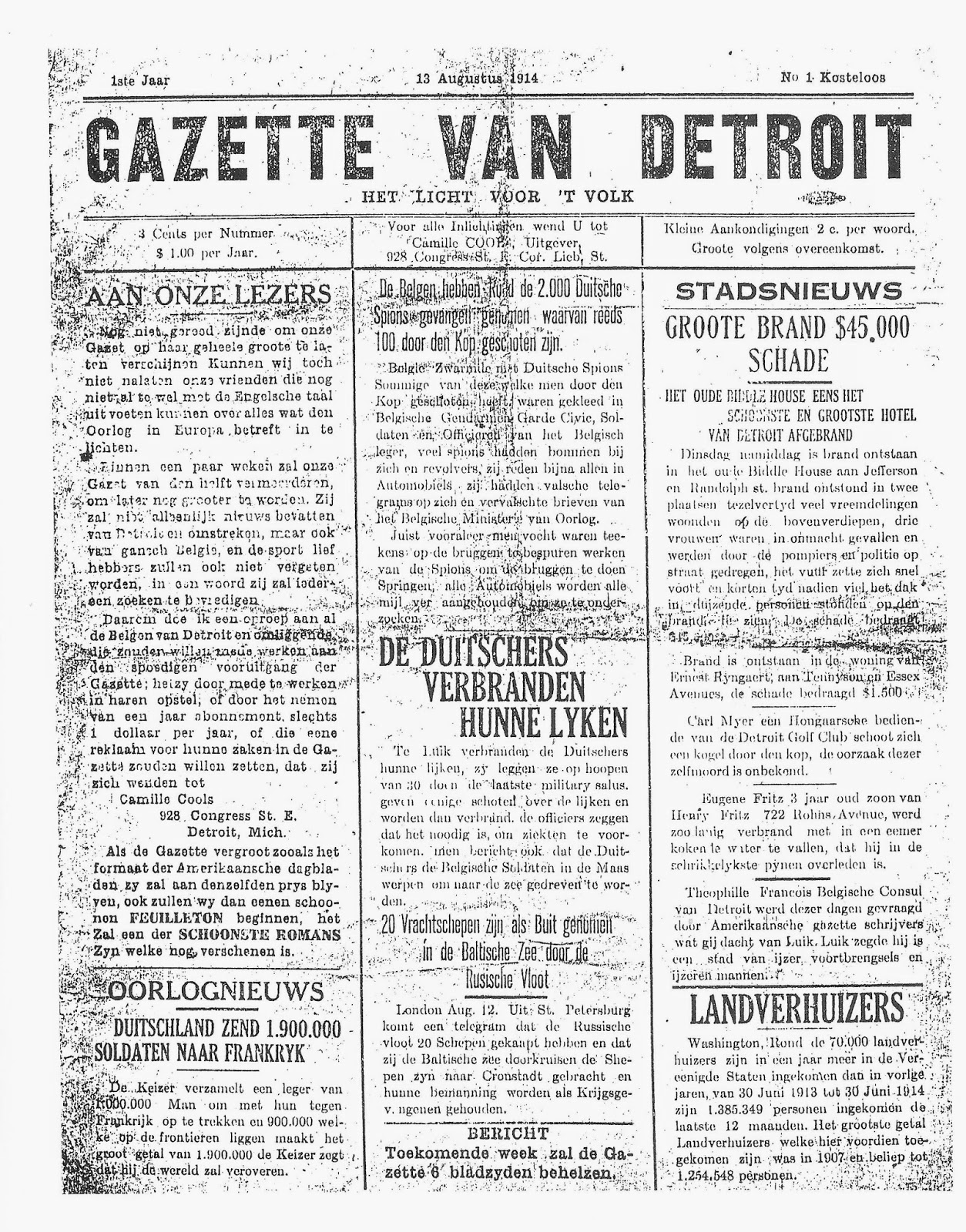
Page couverture du premier numéro en 1914.

La Gazette van Detroit (la Gazette de Détroit) est un magazine flamand bilingue, en langues néerlandaise et anglaise, publié aux États-Unis depuis le 13 août 1914.  À ce jour, la Gazette de Détroit compte encore un nombre d'abonnés en Amérique du Nord et en Belgique.

## LaGazette de Détroit
Le public cible de cette publication périodique sont les immigrants flamands et leurs descendants aux États-Unis et au Canada.  Cependant, aujourd'hui, le nombre d'abonnés augmente en Europe, notamment en Belgique.
La Gazette est publiée par Belgian Publishing Inc., qui a son siège 18740 13 Mile Road à Roseville (Michigan).  La société mère, appelée Belgian Publishing Inc., est reconnue comme un organisme à but non lucratif selon l'article 501(c)(3) du code fédéral des impôts américain.  Le président actuel du Belgian Publishing Inc. est David Baeckelandt.
La Gazette de Détroit parut d'abord sous forme d'hebdomadaire ; plus tard, elle devint bihebdomadaire, et, aujourd'hui, elle est un mensuel.  Elle a souvent été désignée comme le seul journal belge en Amérique.
En 2004, l'année de son 90e anniversaire, cette publication était toujours populaire auprès des Nord-Américains d'ascendance flamande et auprès de leurs proches en Belgique.
En 2006, le gouvernement flamand a accordé un subside de 12 500 euros pour que l'on ne doive cesser la publication de la Gazette de Détroit.
Le journal cesse son activité en 2018.

## Mission d'entreprise
La Gazette de Détroit donne sa mission d'entreprise officielle sur son site web  en anglais et en néerlandais.  On en propose une traduction française :
| Het Licht Voor 't Volk / A Light For Our Community (Une lumière pour notre communauté) |
| --- |
| La Gazette de Détroit est une organisation indépendante, apolitique et à but non lucratif écrit par et pour les Nord-Américains d'origine flamande et pour les Belges néerlandophones. Son objectif est de servir de pont culturel entre l'Amérique du Nord et la région néerlandophone de la Belgique. En même temps, la Gazette cherche à entretenir des relations cordiales avec toutes les ethnies et toutes les nationalités. |

## Sources et liens externes
- (en) Cet article est partiellement ou en totalité issu de l’article de Wikipédia en anglais intitulé « Gazette van Detroit » (voir la liste des auteurs).
- (en) « Flemish-American Heroes » (une courte note biographique sur Camille Cools, le fondateur de la Gazette), [en ligne], 2013,
- (en + nl) Gazette van Detroit, [en ligne], 2013, [ www.gazettevandetroit.com ] (site web officiel)
- (nl) Handelingen : commissievergadering : Commissie voor buitenlands beleid, Europese aangelegenheden, internationale samenwerking en toerisme, PDF - HTML, séance 2005-2006, 14 mars 2006 (=les annales des discussions au sein de la commission, en ligne sur le site web du Parlement flamand ; le 14 mars 2006, la commission des Affaires étrangères du Parlement flamand a discuté les subsides à accorder à la Gazette)
- (nl) TP, « Bourgeois schenkt 12.500 euro aan ‘Gazette van Detroit’ », De Morgen, 12 décembre 2006, p. 11